# Cerreto d’Asti
Cerreto d’Asti – miejscowość i gmina we Włoszech, w regionie Piemont, w prowincji Asti.
Według danych na styczeń 2009 gminę zamieszkiwało 259 osób przy gęstości zaludnienia 65,1 os./1 km².